# 1886

## Esdeveniments
Països Catalans
- 1 de març, 
  - Sitgesː surt el primer número de L'Eco de Sitges, un dels setmanaris locals més antics de Catalunya.[1]
  - Tarragona: es funda el Club Gimnàstic al Café del Centro, a la Rambla Nova.[2]
- 11 de setembre: Primera commemoració de la diada nacional.
- 21 d'octubre - Barcelona: Es crea el Centre Escolar Catalanista.
- 9 de novembre - Vilanova i la Geltrú: En un temporal de mar es perd la majoria de les barques de pesca que havien sortit aquell dia. El fet es recorda encara com l'"any dels negats".[3][4][5]
- Barcelona: es funda la Cambra de Comerç.
- Primer número de la revista anarquista Acràcia.
- Valentí almirall escriu Lo Catalanisme.
- Jacint Verdaguer escriu Canigó.

Resta del món
- 3 de març - Bucarest (Romania): se signat el Tractat de Bucarest pel qual es posa fi a la guerra entre Sèrbia i Bulgària.
- 1 de maig - Chicago (Illinois, EUA): milers d'obrers s'hi declaren en vaga per reclamar una jornada laboral de 48 hores setmanals: serà l'origen de la celebració del Primer de Maig.
- 4 de maig -Chicago: Ocorre la Revolta de Haymarket, fet històric del moviment obrer on es reivindicà la jornada laboral de vuit hores. D'aquí sortiren els anomenats “Màrtirs de Chicago” i la commemoració del Primer de Maig.[6]
- Josephine Cochrane inventa el rentavaixelles.
- Atlanta (Geòrgia, EUA): John Pemberton serveix el primer got de Coca-cola com a beguda medicinal.

## Naixements
Països Catalans
- 23 de març, Gràcia, Barcelona: Josep Maria de Sucre i de Grau, crític d'art, escriptor i pintor (m. 1969).
- 7 d'abril, La Granadella, les Garrigues: Emili Pujol i Villarrubí, músic català (m. 1980).[7]
- 14 d'abril, Tornabous, Província de Lleida: Salvador Seguí i Rubinat, conegut com el «Noi del Sucre», anarcosindicalista (m. 1923).[8]
- 26 d'abril, Roda de Ter: Tecla Sala i Miralpeix, empresària catalana.[9]
- 7 de maig, Sorbas, Almeria: Carmen García de Castro, mestra de la II República, directora de l'E. Normal de València, depurada (m.1969).[10]
- 15 de setembre, Barcelona: Joaquim Folch i Torres, museòleg, historiador i crític d'art.
- 24 d'octubre, Barcelona: Emma Chacón i Lausaca, pianista i compositora catalana establerta al País Basc (m. 1972).[11]
- 5 de novembre, Illa, Rosselló: Josep Sebastià Pons, escriptor nord-català (m. 1962).
- 29 de novembre, València: Francisco Javier Goerlich Lleó, arquitecte valencià.
- 6 de desembre, Sabadell: Amadeu Aragay i Daví, polític, empresari i sindicalista català.
- 23 de desembre, Tornabous, l'Urgell: Salvador Seguí i Rubinat “el Noi del Sucre”, anarquista lleidatà.
- Barcelona: Elvira Malagarriga i Ormart, pintora catalana de retrats, paisatges i flors (m. 1938).[12]

Resta del món
- 2 de gener, Hamilton, Ontario, Canadà: Florence Lawrence, actriu de cinema mut, la primera gran estrella cinematogràfica.[13]
- 10 de gener, Oriol: Nadejda Udaltsova, artista russa, representant prominent de l'avantguarda russa en pintura (m. 1961).[14]
- 30 de gener, Rianxo, Galícia: Alfonso Rodríguez Castelao, polític, escriptor, pintor i dibuixant gallec (m. 1950).
- 10 de febrer, Tòquio, Japó: Raichō Hiratsuka, activista social, escriptora i pionera del femenisme al Japó (m.1971).
- 26 de febrer, Nova York: Josephine de Boer, filòloga estatunidenca, pionera dels estudis de catalanística a Nord-amèrica (m. 1972).[15]
- 15 de març, Hammelev: Gerda Wegener, pintora i il·lustradora eròtica danesa (m. 1940).[16]
- 24 de març, Highland Park, Illinois (EUA): Edward Weston fotògraf estatunidenc (m. 1958)[17]
- 28 de març, 
  - Horodok, a l'Imperi rus, actual Ucraïna: Clara Lemlich, sindicalista i sufragista americana (m. 1982).[18]
  - Madrid: Gloria Giner de los Ríos, professora espanyola de la Institució Lliure d'Ensenyament, exiliada a USA.[19]
- 13 d'abril, La Haia Anna-Louisa-Geertruida Bosboom-Toussaint, escriptora neerlandesa.
- 16 d'abril, Hamburg (Alemanya): Ernst Thälmann, líder del Partit Comunista d'Alemanya (KPD) durant bona part de la República de Weimar (m. 1944)[20]
- 26 d'abril, Columbus (Geòrgia): Ma Rainey, cantant de blues (m. 1939).[21]
- 3 de maig, Rouen, Normandia, França: Marcel Dupré, compositor francès (m. 1971).[22]
- 17 de maig, Madrid, Espanya: Alfons XIII, rei d'Espanya (1902-1931) fins que abdicà després de la proclamació de la Segona República Espanyola (m. 1941).[23]
- 27 de maig, Gant, Bèlgica: Joseph François Piscador, arquitecte.
- 2 de juny, Ciutat Lerdo, Durango, Mèxic: Hermila Galindo, política, feminista i sufragista mexicana (m. 1954).[24]
- 18 de juny, Mobberley (Anglaterra): George Mallory, alpinista anglès que va participar en les tres primeres expedicions que es proposaren escalar l'Everest (m. 1924).[25]
- 29 de juny, Ciutat de Luxemburg (Luxemburg): Robert Schuman, polític francès, considerat "pare d'Europa", conegut per la Declaració Schuman (m. 1963).[26]
- 30 de juliol, Madràs: Muthulakshmi Reddy, metgessa i reformadora social índia (m. 1968).[27]
- 30 d'agost, Gant, Bèlgica: George Minne, escultor i dibuixant.
- 1 de setembre, Capivari, São Paulo: Tarsila do Amaral, pintora modernista, figura emblemática de la pintura del Brasil (m. 1973).[28]
- 16 de setembre, Estrasburg, imperi Alemany: Jean Arp, escultor, poeta i pintor alsacià (m. 1966).[29]
- 25 de setembre, Vitòria, Euskadi: Jesús Guridi Bidaola, compositor basc (m. 1961).
- 24 d'octubre, Montevideo: Delmira Agustini, escriptora uruguaiana, una de les més importants de l'Amèrica Llatina.[30]
- 6 de novembre, New Haven, Connecticut: Ida Barney, astrònoma americana que enregistrà 150.000 estrelles (m. 1982).[31]
- 13 de novembre, Hannover, Baixa Saxònia: Mary Wigman, coreògrafa i ballarina alemanya de dansa expressionista.[32]
- 20 de novembre, Viena, Imperi austrohongarès: Karl von Frisch, etòieg austríac, Premi Nobel de Medicina o Fisiologia de l'any 1973 (m. 1982).
- 24 de novembre, Indianapolis, Estats Units: Margaret Anderson, fundadora, editora i redactora de la revista d'art i literatura The Little Review (m. 1973).[33]
- 3 de desembre - Örebro (Suècia): Manne Siegbahn, físic suec, Premi Nobel de Física de 1924 (m. 1978).
- 8 de desembre, Guanajuato, Mèxic: Diego Rivera, muralista mexicà (m. 1957).
- 25 de desembre, Al-Jamaliyah: Malak Hifni Nasif, mestra i escriptora i feminista egípcia.[34]

- Copenhaguen: Michael Listov Saabye, pedagog i músic danès.
- Estats Units: Benjamin Burton Gillette, organista.

## Necrològiques
Països Catalans
- 29 d'agost - Barcelona: Elena D'Angri, cantant operística grega, que visqué a Barcelona.[35]
- 9 de novembre - Perpinyà, Rosselló: Andreu Toron i Vaquer, músic i constructor d'instruments rossellonès, inventor de la tenora moderna (m. 1815).

Resta del món
- 25 de gener - Santa Rosa de Colmo (Quintero, Xile): Benjamín Vicuña Mackenna, historiador i polític xilè.
- 13 d'abril - La Haia: Anna-Louisa-Geertruida Bosboom-Toussaint, escriptora neerlandesa.[36]
- 5 de maig, Anvers: Jean Louis Gobbaerts, pianista.
- 15 de maig - Amherst, Massachusetts, EUA: Emily Dickinson, poetessa americana. Una figura important en la poesia americana del segle xix. (n. 1830).[37]
- 23 de maig -Berlín (Alemanya): Leopold von Ranke, historiador alemany, un dels més importants historiadors del segle xix i considerat comunament com el pare de la historiografia científica (n. 1795).[38]
- 13 de juny - Llac Starnberg, Baviera: Lluís II de Baviera, rei de Baviera (n. 1845).[38]
- 13 de juliol - Milà: Clara Maffei, salonnière i mecenes italiana (n. 1813).[39]
- 31 de juliol - Bayreuth (Alemanya): Franz Liszt, compositor i pianista hongarès (n. 1811).[40]
- 18 de novembre - Nova York (EUA): Chester Alan Arthur, militar, advocat, 21è president dels Estats Units. (n. 1829).[41]
- 20 de novembre, Londres: Rebecca Solomon, pintora anglesa prerafaelita interessada a denunciar la injustícia social (n. 1832).[42]
- Harar: Giovanni Battista Licata, científic i explorador.